# Denel AH-2 Rooivalk
Denel AH-2 Rooivalk (prije klasificiran kao CSH-2) jurišni je helikopter kojeg proizvodi tvrtka Denel iz Južne Afrike. Rooivalk na jeziku Afrikaans znači "Crvena vjetruša" (ptica).
Južnoafričke zračne snage naručile su 12 Denel AH-2 Rooivalk jurišnih helikoptera. Prvi je isporučen u srpnju 1999. Helikopteri su bazirani u južnoafričkom 16. eskadronu, u zračnoj bazi Bloemspruit, pokraj grada Bloemfontein.

## Razvoj
Projekt Rooivalk započeo je početkom 1984., a financirala ga je aero korporacija Atlas, prethodnica današnje tvrtke Denel Aviation.
Suočeni s "konvencionalnom prirodom" južnoafričkog pograničnog rata, obrambene snage JAR-a, prepoznale su potrebu za jurišnim helikopterom. Tako je započeo proces razvoja adekvatne letjelice.
Atlas XH-1 Alpha bio je prvi prototip helikoptera iz programa razvoja novog jurišnog helikoptera. Atlas Alpha razvijen je na platformi helikoptera Aérospatiale Alouette III. Također, na helikopteru su zadržani postojeći motor i dinamičke komponente, no originalni kokpit zamijenjen je stepeničastim kokpitom (kao npr. na Mi-28). Dodan je i 20 mm top na nos helikoptera.
3. veljače 1985. izveden je prvi probni let Atlas XH-1 Alpha prototipa. U konačnici, rezultati su bili dovoljno dobri te su uvjerili tvrtku Atlas Aircraft Corporation i južnoafričke zračne snage da je koncept helikoptera dobar i izvediv. Tako je započeo razvoj Denel AH-2 Rooivalka.
Tijekom razvoja Denel AH-2, odlučilo se da se dinamičke komponente helikoptera temelje na većem i snažnijem, francuskom Aérospatiale Super Puma helikopteru. Te komponente koristile su se već na Atlas Oryx helikopteru. Atlas Oryx je južnoafrička nadograđena i modificirana verzija francuskog helikoptera Aérospatiale Puma.

## Dizajn
Tijekom razvoja i dizajna Denel AH-2 helikoptera, u obzir je uzeta činjenica da južnoafričke zračne snage tijekom desetljeća imaju iskustva o korištenju helikoptera na otežanom afričkom okruženju. Tako je AH-2 dizajniran za korištenje na duže vrijeme bez sofisticirane podrške. Osim kao jurišni helikopter, AH-2 može poslužiti i kao srednje transportni helikopter opremljen s osnovnom opremom. Kao takav, AH-2 može prenijeti teret i četiri vojnika.
AH-2 može prenositi različite vrste oružja, ovisno o vrsti misije. U pravilu, helikopter je opremljen s 20 mm topom na nosu. Također, helikopter može prenositi zrak-zrak projektile, protu-oklopne projektile te nenavođene rakete. AH-2 ima ugrađen sustav za kontrolu paljbe koji služi za pronalaženje i praćenje mete. Također, tu je i napredni sustav za navigaciju koji koristi Doppler radar i GPS navigaciju. Kao obranu, helikopter koristi sustav elektroničkih protumjera.
Kako bi se povećao dolet helikoptera, AH-2 Rooivalk ima ugrađen unutarnji spremnik za gorivo, u kojeg može stati 1.469 litara goriva.
Helikopter ima dizajniran stepeničasti tandem kokpit i fiksne kotače na podvozju.

## Namjena
Denel AH-2 Rooivalk predviđen je za sljedeće vrste misija:
- izviđanje,
- helikopterska pratnja,
- bliska zračna podrška,
- "duboka penetracija",
- napad na protuoklopne ciljeve i
- transport tereta.

## Operativne usluge
U travnju 2005., samo je 6 od 12 helikoptera bilo u operativnoj funkciji zračnih snaga JAR-a, zajedno s drugim helikopterima. General južnoafričkog ratnog zrakoplovstva izjavio je da se nada da će preostalih 6 AH-2 helikoptera biti spremni do lipnja 2007. Također izjavio je: "Vrijeme je krajnje zabrinjavajući faktor kako bi projekt u potpunosti bio izveden". Naveo je, da je razlog tome odlazak zaposlenika iz tvrtke Devel Aviation te financijski problemi tvrtke. To je prisililo zračne snage Južne Afrike da kao moguću alternativu prihvate strane ulagače, kako bi zajedno uložili u razvoj obrane.
3. kolovoza 2005. na jednom helikopteru nepopravljivo je oštećena njegova konstrukcija, nakon njegovog "nekontroliranog slijetanja".
17. svibnja 2007., Shaun Liebenberg, CEO grupacije Denel najavio je odluku o obustavi razvoja i financiranja AH-2 Rooivalk helikoptera, nakon njegova neuspjeha da pobijedi talijanski jurišni helikopter Agusta A129 Mangusta na turskom javnom natječaju za nabavu novih jurišnih helikoptera.
Tijekom studenog 2007., južnoafrički ministar obrane Mosiuoa Lekota najavio je u tamošnjem parlamentu da će južnoafričke zračne snage investirati 137 mil. USD u helikopter Denel AH-2 Rooivalk tijekom sljedeće tri godine, sve do 2010./2011. kako bi se helikopter doveo u puni operativni status. Helikopter će biti raspoređen u zadaćama mirovnih misija čim se postignu njegove inicijalne operativne sposobnosti.

## Korisnici
JAR: Južnoafričke zračne snage - 16. eskadron

## Tehničke karakteristike (AH-2 Rooivalk)
Osnovne karakteristike
- posada: 2 (pilot i operater na sustavu naoružanja)
- kapacitet: 
Kapacitet adekvatan
  - jurišnom helikopteru,
  - srednje transportnom helikopteru,
  - transportu tereta i 4 vojnika.
- dužina: 18,73 m
- promjer rotora: 15,58 m
- visina: 5,19 m

Letne karakteristike
- najveća brzina: 309 km/h (193 mph)
- dolet: 1.130 km (700 milja)
  - borbeni dolet: 700 km (440 milja)
- brzina penjanja: 13,3 m/sek.
- najveća visina leta: 6.000 m
- motor: 

  - 2×Turbomeca Makila 1K2

Naoružanje
- naoružanje: 

  - F2 20mm top sa 700 metaka
  - 8 ili 16 Mokopa ZT-6 protu-tenkovski navođenih projektila dugog dometa
  - 4 MBDA Mistral zrak-zrak projektila
  - 36 ili 72 70 mm nenavođene rakete

## Vidjeti također
Povezani helikopteri
- Atlas XH-1 Alpha
- Aérospatiale Puma

Usporedivi helikopteri
- AH-64 Apache
- Kamov Ka-50
- Mil Mi-28

## Vanjske poveznice
- Aircraft.co.za - Denel AH-2 Rooivalk
- Airforce-technology.com - Jurišni helikopter Rooivalk